# Кара-Тобе (городище)
Кара-Тобе (крымскотат. Qara Töbe, Къара Тёбе) — греко-скифское городище в селе Прибрежное Сакского района Крыма. В 2000 году на месте городища был открыт музей.

## Расположение

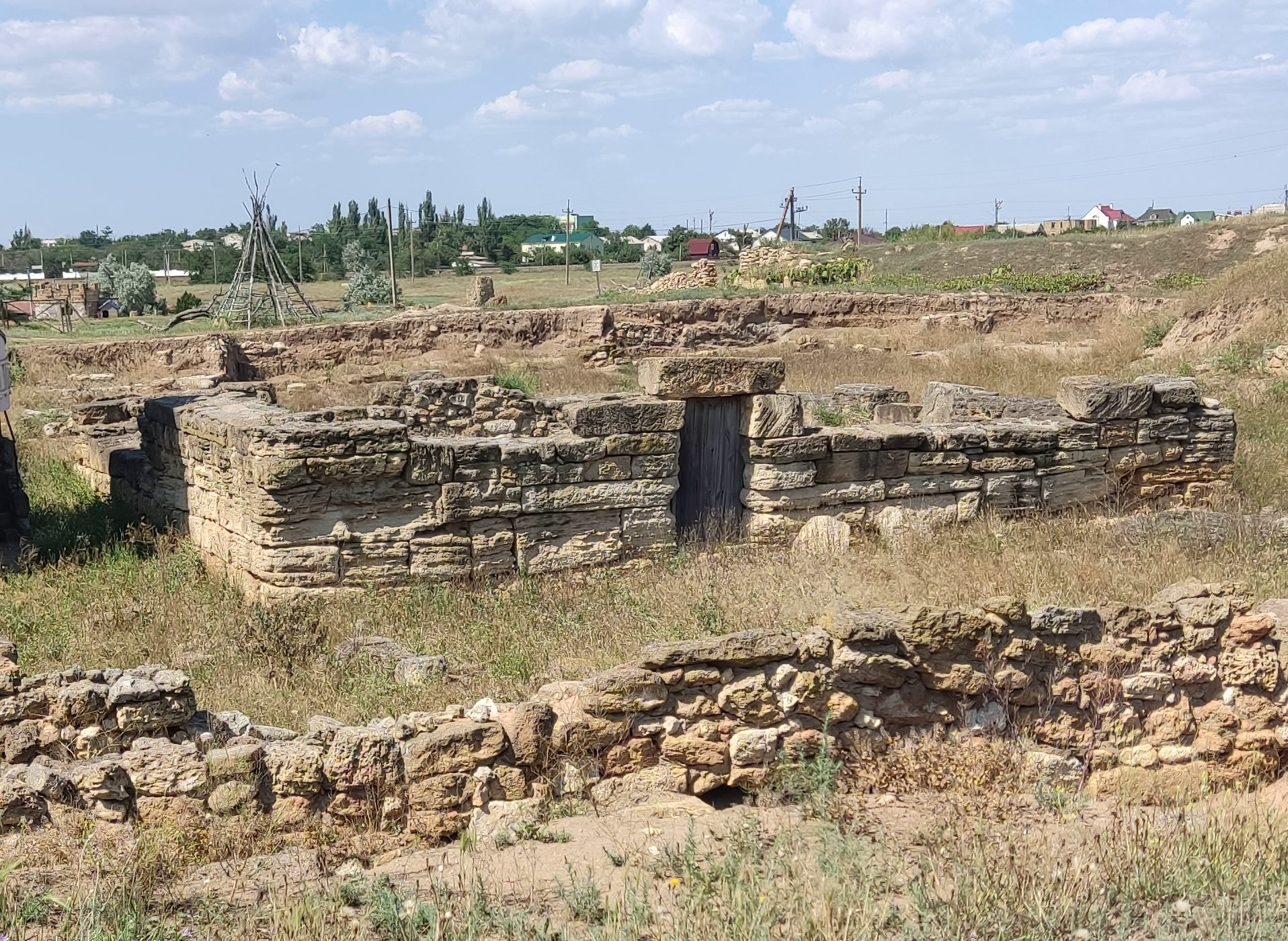
Вход в башню

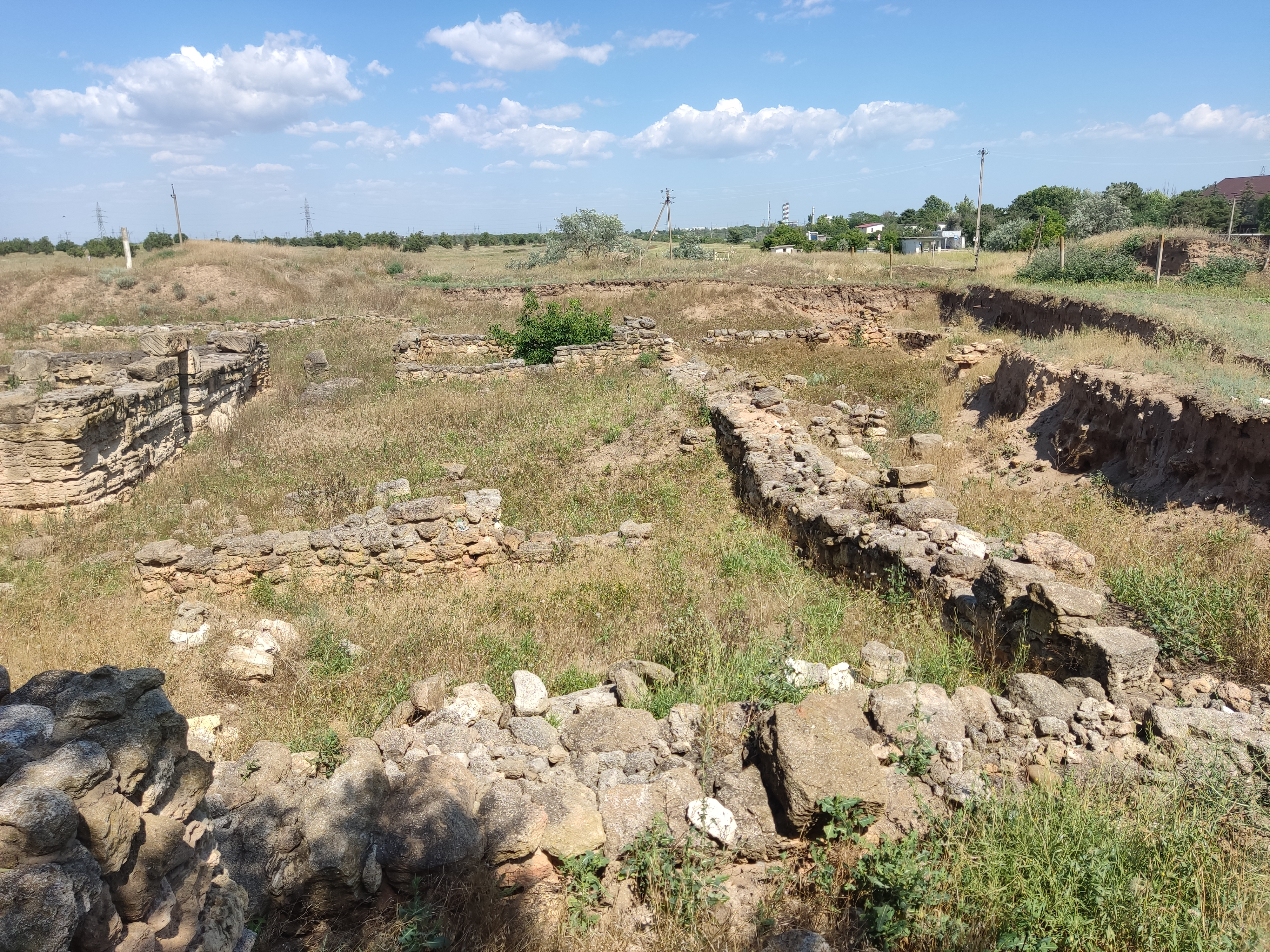
Стена скифской цитадели

Городище Кара-Тобе находится на холме близ современного села Прибрежное (ранее — Кара-Тобе) к западу от города Саки, у трассы Симферополь — Евпатория. Занимает положение на высоком останце берега озера Сасык. Городище занимало место на перекрёстке древних дорог между Неаполем Скифским и Керкинитидой, что имело стратегическое значение.

## История
Первое поселение возникло на этой территории в первой половине IV в до н. э., когда тут появляются греки. В первой половине II века до н. э. поселение завоёвывают скифы и строят небольшой посёлок. В ходе Диофантовых войн поселение переходит под контроль херсонесско-понтийских войск, которые основывают тут небольшую крепость размером около одного гектара, где имелись два двора и центральная башня. Крепость была окружена по периметру двумя рядами помещений. Предположительно, именно данная крепость упоминается различными авторами как крепость Евпаторион.
В первой половине I века греки оставляют крепость, которую вновь занимают скифы. Скифы продолжают эксплуатацию башни, а вдоль стен башни в это время появляются узкие улицы и небольшие жилища.
Около 20 года скифское поселение было уничтожено пожаром в результате действии армии Боспорского царства под руководством царя Аспурга. После пожара поселение частично было восстановлено. В результате военной операции на полуостров римского легата Мёзии Тиберия Плавтия Сильвана, состоявшейся около 65 года, значительная часть жителей оставило поселение. После этого в последней трети I века здесь существовал небольшой хутор, а окончательно население покинуло хутор в начале II века. Одной из причин ухода скифов могла являться опасность набегов сарматов.

## Исследование

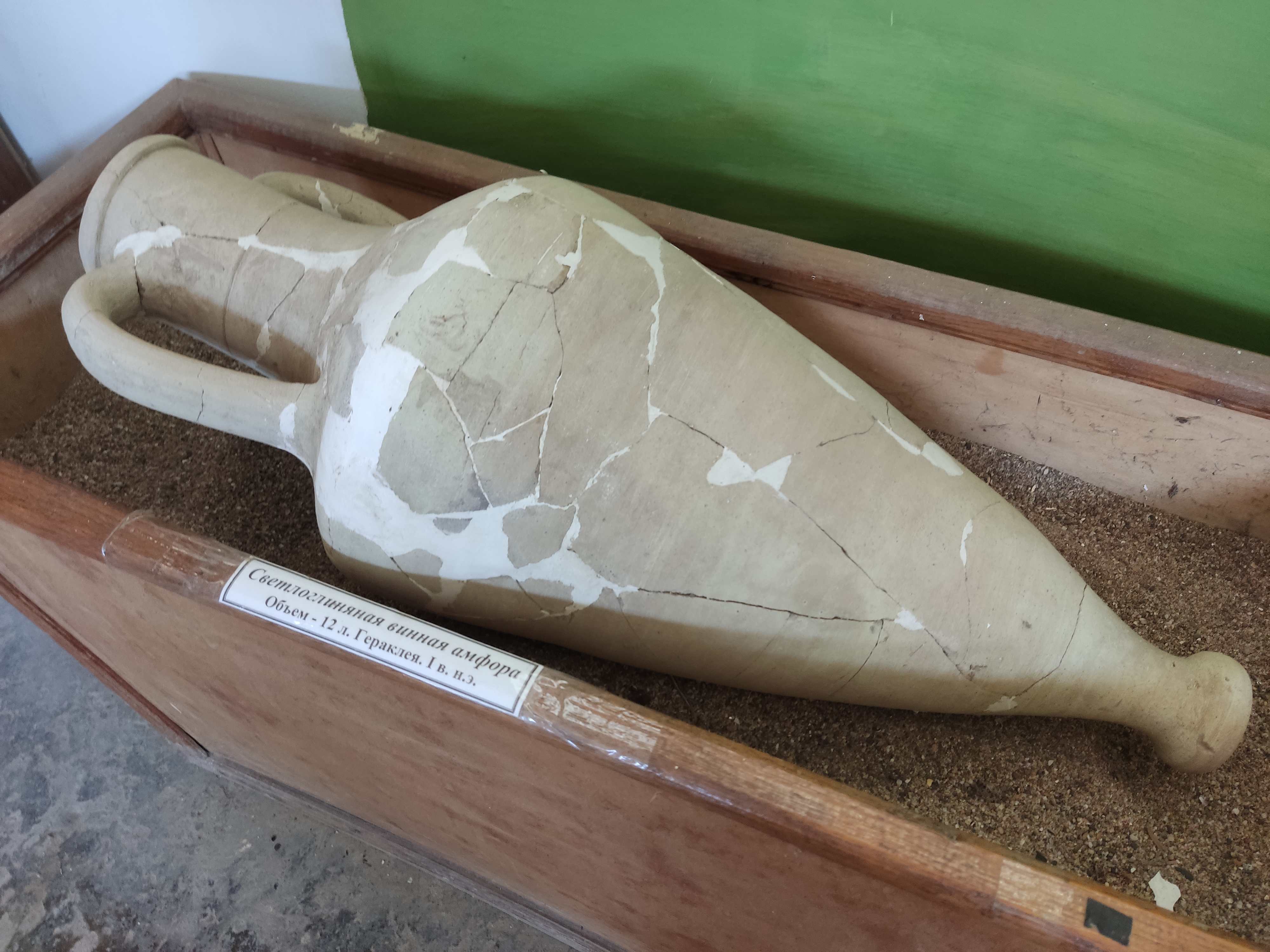
Винная амфора объёмом 12 литров I века

Археологические раскопки городища ежегодно проводятся с 1983 года Кара-Тобинской археологической экспедицией Института археологии РАН под руководством доктора исторических наук Сергея Юрьевича Внукова. На базе проводимых раскопок в 2000 году был создан Международный центр экспериментальной археологии и инновационной педагогики «Кара-Тобе» и открыт Музей древностей Северо-Западного Крыма, который разместился в бывших объектах береговой обороны Черноморского флота, построенных в середине XX века. К 2007 году было исследована порядка 10 % общей площади городища Кара-Тобе. В результате исследования объекта было установлено, что в скифский период основными занятиям жителей было земледелие, скотоводство и рыболовство. Имело развитие металлургическое ремесло, о чём свидетельствуют найденные куски железного шлака.
В 1987 году была найдена известняковая плита с фрагментом греческой надписи, которая по мнению Юрия Виноградова является победным трофеем войск Диофанта, воздвигнутым на этом месте. В 1,5 км к югу от городища близ Сакского озера было найдено святилище I—III веков до н. э. По предположению Дмитрия Раевского городище Кара-Тобе может являться древнем городом Евпатория, который упомянули Страбон и Птолемей. На севере от городища был исследован позднескифский могильник, датируемый второй половиной I в. до н. э. — началом I в. н. э. Также найдены земляные склепы, где хоронили членов одной семьи. Один из таких обнаруженных склепов содержал останки 20 человек.
В рамках обследования городища были найдены амфоры, лаковая посуда, миски кувшины и кубки. Кроме того, было найдено 13 бронзовых монет, 6 из которых были отчеканены в Херсонесе. При раскопках также встречались недорогие женские украшения (бусы, бронзовые и серебряные кольца, серьги, браслеты, перстни со вставками-печатками), импортная греческая и местная скифская лепная посуда, детали костюма (пряжки, поясные крючки, застежки-фибулы), мелкие орудия труда.
В верхних слоях городища Кара-Тобе постоянно встречается керамика салтово-маяцкого времени.